# Vincent Rakotozafy
Vincent Rakotozafy (* 10. Oktober 1944 in Mahasoabe) ist ein madagassischer römisch-katholischer Geistlicher und emeritierter Bischof von Tôlagnaro. 

## Leben
Vincent Rakotozafy empfing am 6. April 1975 das Sakrament der Priesterweihe für das Erzbistum Fianarantsoa.
Papst Johannes Paul II. ernannte ihn am 24. April 2001 zum Bischof von Tôlagnaro. Die Bischofsweihe spendete ihm der Erzbischof von Fianarantsoa, Philibert Randriambololona SJ, am 23. September desselben Jahres; Mitkonsekratoren waren sein Amtsvorgänger Jean-Pierre-Dominique Zévaco CM, und Philippe Ranaivomanana, Bischof von Ihosy.
Papst Franziskus nahm am 5. Dezember 2023 seinen altersbedingten Rücktritt an.